# A Mineral Love
A Mineral Love est le septième album de Bibio, le quatrième chez Warp Records, sorti en avril 2016.

## Liste des titres
| No  | Titre                  | Durée |
| --- | ---------------------- | ----- |
| 1.  | Petals                 | 2:32  |
| 2.  | A Mineral Love         | 3:17  |
| 3.  | Raxeira                | 2:52  |
| 4.  | Town & Country         | 4:03  |
| 5.  | Feeling                | 3:27  |
| 6.  | The Way You Talk       | 2:50  |
| 7.  | With the Thought of Us | 3:46  |
| 8.  | Why So Serious?        | 4:46  |
| 9.  | C'est La Vie           | 3:31  |
| 10. | Wren Tails             | 1:34  |
| 11. | Gasoline & Mirrors     | 5:43  |
| 12. | Saint Thomas           | 3:39  |
| 13. | Light Up the Sky       | 3:38  |